# Lövklubbspindling
Lövklubbspindling (Cortinarius variiformis) är en svampart som beskrevs av Malençon 1970. Lövklubbspindling ingår i släktet Cortinarius och familjen spindlingar.  Arten är reproducerande i Sverige. Inga underarter finns listade i Catalogue of Life.